# Chiesa di San Giovanni Battista (Valvestino)
La chiesa di San Giovanni Battista, detta anche chiesa di San Giovanni Battista Decollato, è la parrocchiale di Turano, frazione-capoluogo del comune sparso di Valvestino, in provincia e diocesi di Brescia; fa parte della zona pastorale dell'Alto Garda.

## Storia

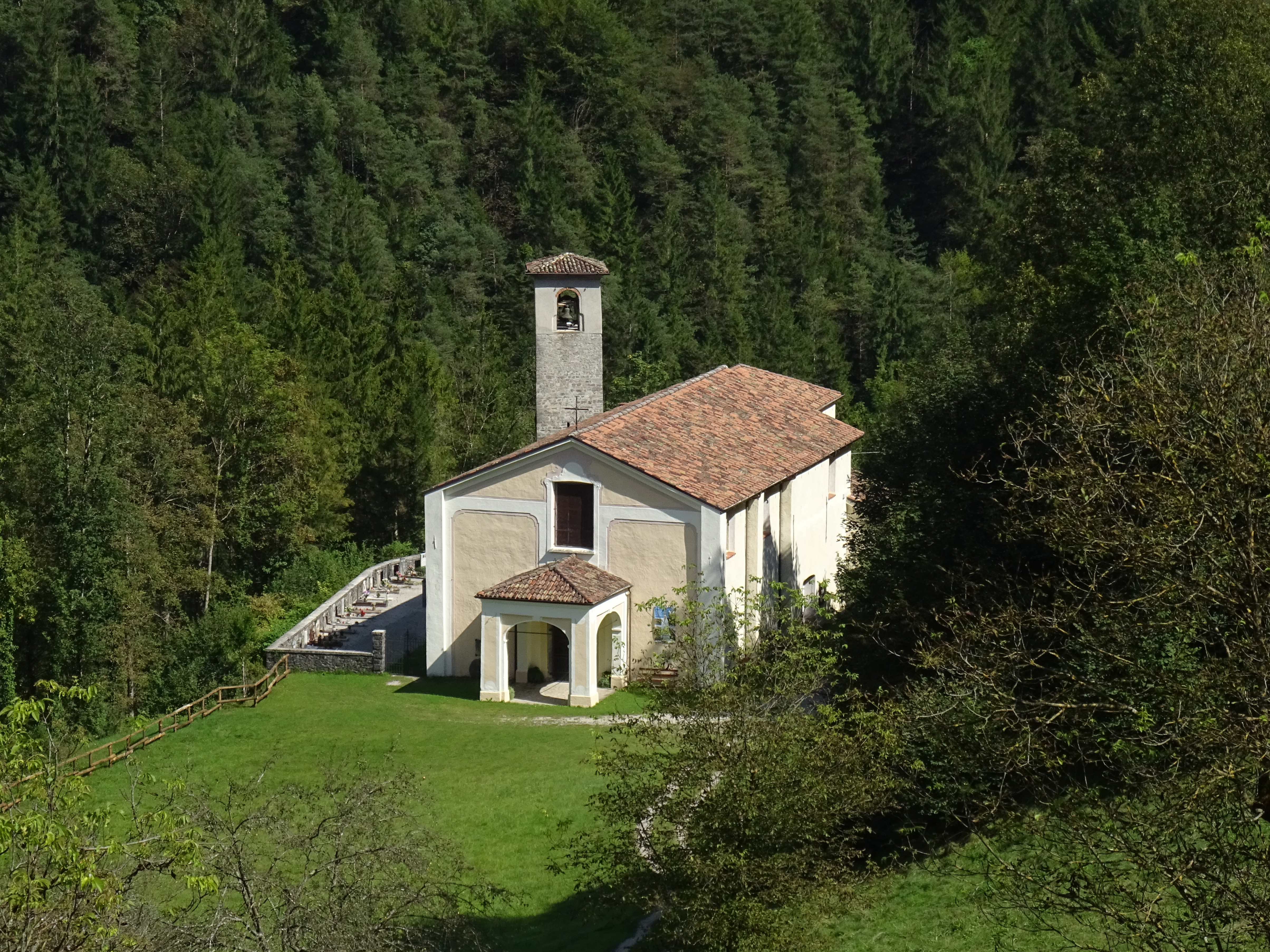
La chiesa vista dal paese soprastante

La primitiva chiesa di Turano, originariamente dipendente dalla pieve di Tignale e poi eretta a pieve autonoma, sorse nell'Alto Medioevo, approssimativamente tra i secoli VIII e IX; tuttavia, la prima citazione che attesta l'esistenza della pieve, menzionata come Ecclesia Sanctae Mariae de Turano, risale al 928 ed è contenuta nel testamento del vescovo veronese Nokterio.
Una nuova chiesa venne edificata "in altro luogo" tra il XI e il XIII secolo, per poi venir ricostruita nel XVI secolo, restaurata nel Settecento ed eretta a parrocchiale nel 1786.
L'edificio venne rimaneggiato nel XIX secolo; il 6 agosto 1964 la parrocchia turanese, assieme a quelle di Armo, Bollone e Magasa, passò dall'arcidiocesi di Trento alla diocesi di Brescia.
Il 14 aprile 1989, come stabilito dal Direttorio diocesano per le zone pastorali, la chiesa confluì nella neo-costituita zona pastorale dell'Alto Garda; sul finire degli anni novanta l'interno dell'edificio fu oggetto di una ristrutturazione.

## Descrizione

### Esterno
La chiesa sorge a poca distanza del paese, accanto al cimitero, e il sagrato è costituito da un prato.
La facciata, intonacata e caratterizzata da due lesene laterali, è a capanna e presenta al centro il portale d'ingresso, protetto dal protiro, e, sopra di esso, una finestra.
Annesso alla chiesa è il campanile, la cui cella presenta una monofora per lato ed è coperta dal tetto a quattro falde.

### Interno
L'interno dell'edificio è costituito da un'unica navata, voltata a vela e anch'essa intonacata, che presenta sul lato destro il vano in cui è posizionato l'organo; al termine dell'aula si sviluppa il presbiterio di forma quadrangolare, chiuso in fondo da una parete piatta e ospitante l'altare maggiore, fatto costruire nel 1720 conte Carlo Ferdinando Lodrone.
L'opera di maggior pregio è la pala raffigurante la decollazione di San Giovanni Battista, eseguita da Giovanni Andrea Bertanza.